# Wilhelm Ohler

Wilhelm Ohler

Wilhelm Ohler (* 23. Juni 1870 in Dannstadt, Rheinpfalz; † 30. März 1948 auf Gut Marienau in Nächst Neuendorf) war ein deutscher Landwirt, Gutsbesitzer und Politiker (DNVP).

## Leben und Beruf
Wilhelm Ohler wurde am 23. Juni 1870 als Sohn eines Landwirtes im rheinpfälzischen Dannstadt geboren. Nach dem Besuch der Volksschule in seinem Heimatort absolvierte er seit 1884 eine landwirtschaftliche Lehre im elterlichen Betrieb. Anschließend leistete er Militärdienst beim 17. Infanterie-Regiment, zuletzt als Unteroffizier. In der Folgezeit durchlief er eine weitere Ausbildung in der Landwirtschaft und auf verschiedenen Farmen in Nordamerika, ehe er sich 1906 als Ansiedler in Grabitz (Provinz Posen) niederließ. Während des Ersten Weltkrieges war er Soldat beim Reserve-Infanterie-Regiment Nr. 227 und 46. Als solcher nahm er an den Kämpfen in Ostpreußen und Russisch-Polen teil und wurde mit dem Eisernen Kreuz II. Klasse ausgezeichnet.
Nach dem Kriegsende betätigte sich Ohler im Grenzschutz Posen-West, woraufhin er aus Polen ausgewiesen wurde. Kurz darauf erwarb er das Gut Marienau bei Zossen im Landkreis Teltow, das er in der Folge als Gutsherr leitete. Daneben betätigte er sich in landwirtschaftlichen Organisationen, war Mitglied des Ausschusses des Bundes der Landwirte sowie Mitglied verschiedener landwirtschaftlicher Vereine. Darüber hinaus war er Vorstandsmitglied diverser Kreditanstalten. Wilhelm Ohler starb am 30. März 1948 auf Gut Marienau in Nächst Neuendorf.

## Politik
Ohler war 1919/20 als Vertreter Posens für den Wahlkreis 8 Mitglied der Verfassunggebenden Deutschen Nationalversammlung. Bei der Reichstagswahl im Mai 1924 wurde er in den Deutschen Reichstag gewählt, dem er bis September 1930 angehörte. Im Parlament vertrat er den Wahlkreis 3 (Potsdam II).